# Bellach
Bellach är en ort och kommun i distriktet Lebern i kantonen Solothurn, Schweiz. Kommunen har 5 453 invånare (2023).
Bellach är en förort till Solothurn.